# محطة قطار سعيدة القديمة
محطة سعيدة القديمة هي محطة قطار جزائرية سابقة تقع في بلدية سعيدة ، ولاية سعيدة .

## التموقع في السكة الحديدية
تقع المحطة على ارتفاع 807,650 متر فوق مستوى سطح البحر، عند نقطة الكيلومترية (PK) 208,800 من خط وهران – قنادسة [الفرنسية]، حيث تسبقها محطة قطار الرباحية القديمة وتتبعها محطة عين الحجر القديمة.

## تاريخ
شُغّلت المحطة في 28 سبتمبر 1879 أثناء افتتاح خط السكة الحديد الضيق القديم بطول 1,055 مم من أرزيو إلى سعيدة حيث سبقتها محطة نازيرغ-فلينوا (محطة الرباحية) وتلتها محطة عين الحجر.

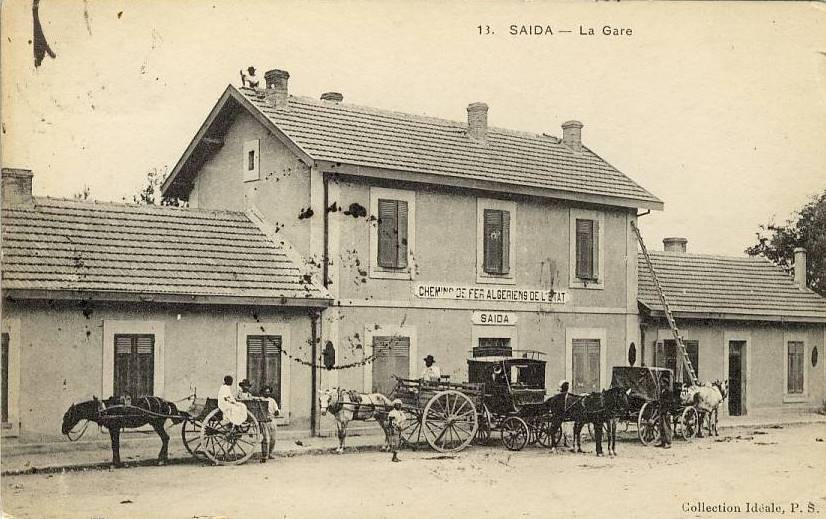
مبنى الركاب في محطة سعيدة القديمة في بداية XX العشرين قرن.

أُغلقت المحطة سنة 2010 إثر إغلاق خط المحمدية – سعيدة – بشار ، واستبداله بخط وادي تليلات إلى بشار.
في عام 2017، افتتحت محطة سعيدة جديدة عند افتتاح الخط من مولاي سليسن إلى سعيدة [الفرنسية]. تقع هذه المحطة الجديدة في غرب المدينة، في حين كانت المحطة القديمة تقع في وسط المدينة.

### روابط خارجية
- "SNTF". Société nationale des transports ferroviaires (SNTF). مؤرشف من الأصل في 2025-05-05..